# Hoyt Yeatman
Hoyt Yeatman (San Francisco, 23 de janeiro de 1955) é um especialista em efeitos visuais estadunidense. Venceu o Oscar de melhores efeitos visuais na edição de 1990 por The Abyss, ao lado de John Bruno, Dennis Muren e Dennis Skotak.